# Dichorisandra gracilis
Dichorisandra gracilis är en himmelsblomsväxtart som beskrevs av Christian Gottfried Daniel Nees von Esenbeck och Carl Friedrich Philipp von Martius. Dichorisandra gracilis ingår i släktet Dichorisandra och familjen himmelsblomsväxter. Inga underarter finns listade.